# Börsen-Zeitung
Le Börsen-Zeitung (littéralement « Journal des bourses ») est le principal quotidien allemand exclusivement consacré aux marchés financiers. Le siège du Börsen-Zeitung est situé à Francfort-sur-le-Main, avec des bureaux de rédaction à Berlin, Düsseldorf, Hambourg, Munich et Stuttgart, ainsi qu'à Bruxelles, Londres, New York, Madrid, Milan, Paris, Shanghai, Tokyo, Washington et Zürich,.

## Histoire
Le Börsen-Zeitung a été fondé dans l'après-guerre pour aider à « relancer et promouvoir le commerce boursier », selon l'éditorial du premier numéro du 1er février 1952.

## Orientation éditoriale
L'accent est mis sur les actualité, les analyses et les commentaires concernant les sociétés cotées en bourse dans le secteur de la banque et de l'assurance, les institutions financières internationales, les marchés de capitaux allemands et mondiaux, la politique monétaire et la politique économique et financière. Dès le départ, le lectorat cible du journal était constitué d'experts et de décideurs. Le Börsen-Zeitung est donc un journal sur abonnement et n'est disponible que chez un nombre limité de marchands de journaux. Les articles du Börsen-Zeitung sont mis à la disposition des abonnés en ligne la veille de chaque jour de parution.
Le journal est un organe de publication officiel de toutes les bourses allemandes.